# Christopher Doyle
Christopher Doyle, também conhecido como Dù Kěfēng (chinês tradicional: 杜可風, chinês simplificado: 杜可风; Sydney, 02 de maio de 1952), é um diretor de fotografia australiano que frequentemente trabalha em filmes de língua chinesa. Ele já foi vencedor do Festival de Cannes e Festival de Veneza.